# Miaotan (köpinghuvudort i Kina, Hubei Sheng, lat 32,14, long 111,75)
Miaotan (kinesiska: 庙滩, 庙滩镇) är en köpinghuvudort i Kina. Den ligger i provinsen Hubei, i den centrala delen av landet, omkring 300 kilometer nordväst om provinshuvudstaden Wuhan. Antalet invånare är 42 184. Befolkningen består av 21 108 kvinnor och 21 076 män. Barn under 15 år utgör 16,0 %, vuxna 15-64 år 71 %, och äldre över 65 år 11,0 %.
Runt Miaotan är det ganska tätbefolkat, med 199 invånare per kvadratkilometer. Närmaste större samhälle är Gucheng Chengguanzhen, 17,5 km nordväst om Miaotan. I omgivningarna runt Miaotan växer i huvudsak blandskog.
Genomsnittlig årsnederbörd är 940 millimeter. Den regnigaste månaden är augusti, med i genomsnitt 169 mm nederbörd, och den torraste är januari, med 11 mm nederbörd.